# Pycreus scaettae
Pycreus scaettae är en halvgräsart som beskrevs av Henri Chermezon. Pycreus scaettae ingår i släktet Pycreus och familjen halvgräs. Inga underarter finns listade i Catalogue of Life.